# Sachsiska prinsrovet

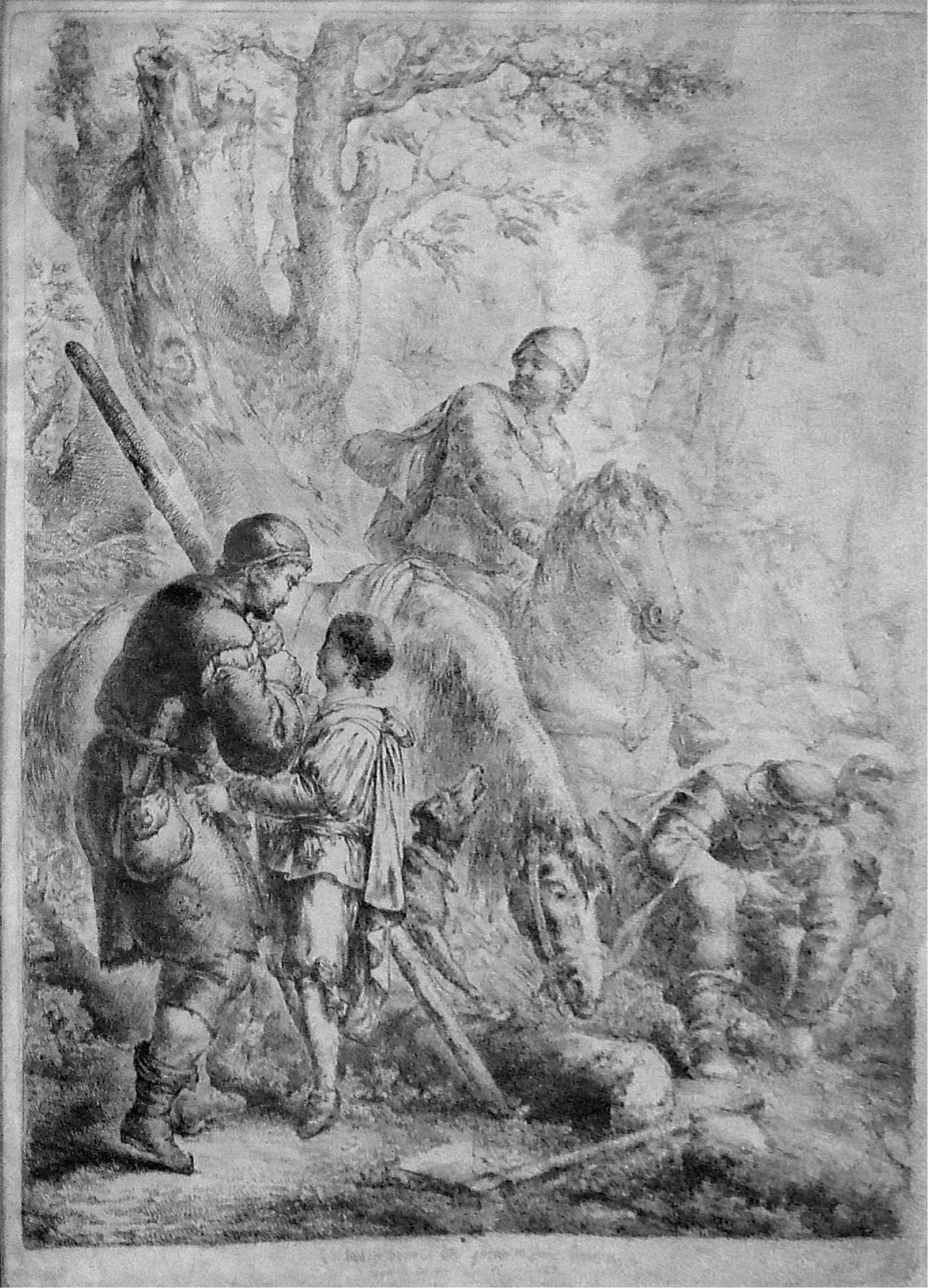
Sachsiska prinsrovet (Bernhard Rode 1781).

Riddaren Kunz von Kaufungen, som ansåg sig ha rätt till ersättning för åt kurfursten Fredrik den saktmodige lämnad krigstjänst, sökte tilltvinga sig sina fordringars uppfyllande genom att bortröva kurfurstens unga söner, Ernst och Albrekt. Prinsrovet verkställdes på slottet i Altenburg, Sachsen, natten till 8 juli 1455, och rövarna sökte på skilda vägar uppnå böhmiska gränsen. Traditionen förmäler, att den 12-årige Albrekt på färden under förevändning att plocka bär lyckades varsko en kolare, varpå denne skulle ha samlat några av sina kamrater, befriat prinsen och fångat Kunz von Kaufungen, varefter dennes medbrottslingar mot löfte om strafflöshet utlämnade prins Ernst. Riddar Kunz blev omedelbart halshuggen. Prinsrovet, vars detaljer forskningen inte helt lyckats utreda, blev på 1600-talet ämne för en hel rad sagor.